# جعفر بهبهانی
سید جعفر بهبهانی (۱۲۹۳ تهران - ۱۳۶۶) سردفتر اسناد رسمی، نماینده مجلس شورای ملی و نوه سید عبدالله بهبهانی از رهبران نهضت مشروطه بود.
پس از تحصیل در رشته حقوق در دانشگاه تهران، دفتر ثبت اسناد رسمی در بازار تهران برپا کرد. پدرش سید محمد بهبهانی از روحانیون مخالف دولت مصدق بود، خودش نیز پس از کودتای ۲۸ مرداد ۱۳۳۲ به عنوان نماینده تهران به مجلس شورای ملی رفت (دوره هجدهم).
بهبهانی در مجلس به جرگه مخالفان دولت سپهبد زاهدی پیوست. او در اواخر دولت زاهدی، در نطق تندی دولت را به توسل به «زور و حبس و شکنجه»، ناکارآمدی و فساد مالی، «شکستن قلم نویسندگان حق‌گو» و تبدیل عرصه فرهنگ به «صحنه تأثرآور جهل و بى‌عفتى» و دادگستری به «کاخ بیدادگری» متهم کرد.
بهبهانی در دوره بعد نیز بار دیگر به نمایندگی از تهران به مجلس رفت و این بار عضو جبهه منفردین در مجلس بود که در دوم مرداد ۱۳۳۹ با کمک علی امینی، ارسلان خلعتبری و محمد درخشش باعث ابطال انتخابات تابستانی دوره بیستم و در نتیجه سرنگونی دولت منوچهر اقبال شد. در دوره بعد مجلس (بیستم) بهبهانی به همراه ارسلان خلعتبری، دولت جعفر شریف‌امامی را در چهاردهم اردیبهشت ۱۳۴۰ به سبب عدم رسیدگی به کار فرهنگیان استیضاح کرد.
علی امینی و دیگر همفکرانش چون محمد درخشش، ارسلان خلعتبری و سید جعفر بهبهانی همواره دولت اقبال را متهم کرده بودند که با دخالت در انتخابات و تعلل در برگزاری انتخابات آزاد موجبات استبداد را فراهم می‌آورد.